# Natural Cycles
Natural Cycles ou Ciclos naturais (em português.), é um aplicativo para prever os dias em que uma mulher é fértil e assim pode ser usado para o planejamento de gravidez e contracepção. Foi desenvolvido pela cientista do CERN, Elina Berglund, que fundou a empresa com o físico Raoul Scherwitzl.
Natural Cycles, tornou-se o primeiro aplicativo no mundo a ser certificado por autoridades de saúde e classificado como um método de contracepção confiável na categoria médica. A designação garantiu ao software a permissão de ser prescrito pelos médicos do "National Health Service", do Reino Unido.